# 般咸圖道

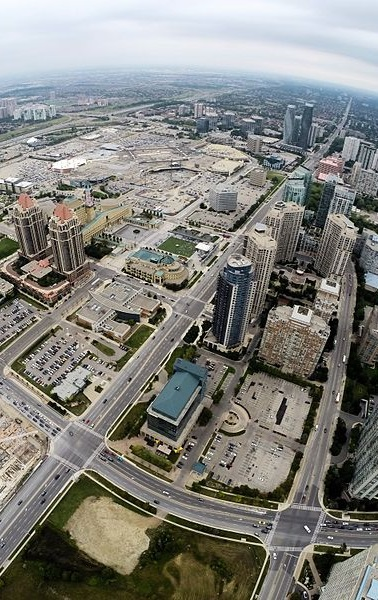
般咸圖道經過密西沙加城市中心

般咸圖道是加拿大安大略省多倫多及密西沙加的一條主要道路。道路東始登打士街（初與其之相交，後平行），靠近伊斯靈頓路，向西延伸，成為奧克維爾鎮的一條鄉郊道路，斷開後止於崔曼道（Tremaine Road），並在此處轉變路名。
與大多數源自多倫多並延伸至「905」郊區的主要街道不同，般咸圖道只有一小部分位於多倫多，主要以密西沙加為中心。此外，儘管般咸圖道通常被視為密西沙加的主要東西向街道，但登打士街及艾靈頓路這兩條平行主幹道（密西沙加城市中心區域除外）更加繁忙，並且總體上具有更重要的商業用途。
與多倫多市區周邊城市的大多數主幹道路不同，該道路在密西沙加不是區道。然而，在奧克維爾，其路牌上的名字為荷頓區27號區道（Halton Regional Road 27），向西延伸至寢屋川道（Neyagawa Boulevard）。

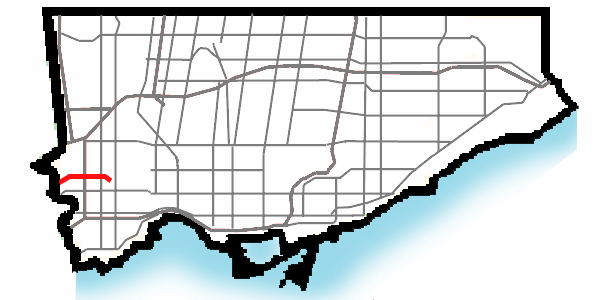
般咸圖道在多倫多的位置